# 海原峻
海原 峻（うみはら　しゅん、1931年 - ）は、日本の政治評論家。専攻は欧州問題研究。

## 経歴
- 1954年慶応義塾大学仏文科卒、1963年同大学院修士課程修了。
- 本州大学（現：長野大学）助教授、獨協大学助教授、大阪市立大学教授、パリ第7大学客員教授。欧州問題研究所所長、神保町自由大学代表。

## 著書
- フランス共産党史 1920-1958 現代史研究所 1963
- フランス人民戦線 統一の論理と倫理 1967 (中公新書)
- 既成左翼から新左翼へ 田畑書店 1969
- フランスの新左翼 合同出版 1969
- フランス現代史 平凡社 1974
- 現代西欧社会主義の研究 新泉社 1977.4
- フランス社会党小史 新泉社 1979.6
- ユーロコミュニズムと自主管理 各国共産党の変容を中心にして 五月社 1980.4
- ミッテラン政権の選択 五月社 1982.4
- 欧州と日本 風景の輪郭 欧州問題研究所 1991.12 (欧州問題研究所叢書
- 教科書に書かれなかった戦争 pt.30 ヨーロッパがみた日本・アジア・アフリカ フランス植民地主義というプリズムをとおして 梨の木舎 1998
- 教科書に書かれなかった戦争 pt.33 ヨーロッパ浸透の波紋 安土桃山期からの日本文化を見なおす 梨の木舎 2001.3
- 日本深層文化を歩く旅 梨の木舎 2002.6
- 異相のヨーロッパ 一神教と支配意識の構造 マルジュ社 2004.2
- 武士道 日本文化論 梨の木舎 2005.5
- 植民地文化史 梨の木舎 2006.6

## 共編著
- ドキュメント現代史 8 レジスタンス 平凡社 1973
- 現代共産党論 高度資本主義国共産党の変容と展開 小山弘健共編著 柘植書房 1977.4

## 翻訳
- 人民戦線 革命の破産 D.ゲラン 現代思潮社 1968
- 新しい労働者階級 セルジュ・マレ 西川一郎共訳 合同出版 1970
- クーデターの技術 クルツィオ・マラパルテ 真崎隆治共訳 東邦出版社 1972
- リップはどう闘ったか 労働者管理の新たな展開 シャルル・ピアジェ編 拓植書房 1975
- 自主管理とは何か? イボン・ブールデ,アラン・ギレルム 宇佐美玲里共訳 五月社 1979.12
- 分権化と自主管理の思想 社会民主主義の再検討をふまえて ジル・マルチネ 五月社 1981.4

## 参考
- 著書の紹介文